# Jacques Alexandre Allix de Vaux
Pour les articles homonymes, voir Allix.
Jacques Alexandre François Allix de Vaux, comte de Freudenthal, né le 22 décembre 1768 à Percy, en Normandie, et mort le 26 janvier 1836 dans son château de Bazarne sur la commune de Courcelles (Nièvre), est un général français de la Révolution et du Premier Empire.

## Biographie
Il entre dans l'armée comme élève d'artillerie le 21 mars 1792, sert d'abord dans l'armée du Nord pendant les premières guerres de la Révolution sous les généraux Kellermann, Dumouriez et Custine. Il se distingue lors du siège de Luxembourg en 1795 et, en 1796, il est nommé colonel. Au passage du Grand Saint-Bernard, à l'attaque de Vérone qu'il emporte d'assaut, et pendant l'expédition de Saint-Domingue, Allix donne les preuves les plus brillantes de sa valeur et de ses talents ; mais l'opposition qu'il montre au coup d'État du 18 Brumaire retarde son avancement.
L'Empereur l'éloigne en Westphalie auprès du roi Jérôme de 1808 à 1813. Celui-ci lui accorde les grades de général de brigade le 1er octobre 1808 et de général de division le 15 avril 1812. Il l'envoie servir en Espagne de 1808 à 1811. Puis il fait la campagne de Russie en 1812, comme chef du 8e corps de la Grande Armée en remplacement de Junot, puis réprime avec succès les émeutes qui se produisent en Westphalie en 1813. Il est fait chevalier de la Légion d'honneur le 19 octobre 1812.
Il passe alors au service de la France. Promu général de brigade le 28 novembre 1813, il chasse les Autrichiens et les Cosaques de la forêt de Fontainebleau le 18 février 1814 puis, le 26, il sauve la ville de Sens, ce qui lui vaut d'être promu général de division le 26 février 1814. Il libère Auxerre le 22 mars 1814.
Désigné au commandement de la 1re Division du 1er Corps de l'armée du Nord pendant les Cent-Jours, sous les ordres de Drouet d'Erlon le 26 mai 1815, il ne peut rejoindre son poste, et ne peut donc pas servir à Waterloo. Après cette bataille, il est chargé de fortifier Saint-Denis et en fait une position inexpugnable.
Exilé par l'ordonnance du 24 juillet 1815, le général Allix se réfugie en Westphalie, où il publie un ouvrage sur le système du monde. Autorisé à rentrer en France le 23 décembre 1818, il est rétabli sur la liste des lieutenants généraux en non-activité (sans traitement) le 1er janvier 1819. Il est déclaré retraité par ordonnance du 29 avril 1834. Il a fait une traduction de De la tyrannie de Vittorio Alfieri.

## Source
- « ALLIX (Jacques-Alexandre-François) », dans Biographie nouvelle des contemporains ou Dictionnaire historique et raisonné de tous les hommes qui, depuis la Révolution française, ont acquis de la célébrité par leurs actions, leurs écrits, leurs erreurs ou leurs crimes, soit en France, soit dans les pays étrangers, par MM. A. V. Arnault, A. Jay, E. Jouy, J. Norvins, etc. , vol. 1, Paris : à la Librairie historique, 1820, p. 123-125
- « Jacques Alexandre Allix de Vaux », dans Charles Mullié, Biographie des célébrités militaires des armées de terre et de mer de 1789 à 1850, 1852 [détail de l’édition]